# دزاری
دزاری (به لاتین: Dzari) یک منطقهٔ مسکونی در گرجستان است که در ناحیه تسخینوالی واقع شده‌است.